# École nationale d'anthropologie et d'histoire
L’École nationale d'anthropologie et d'histoire (« Escuela Nacional de Antropología e Historia », en espagnol), dont le nom est communément abrégé en ENAH, est une école supérieure mexicaine dépendant de l'INAH.